# La Nef solaire
La Nef solaire est un cadran solaire installé en bordure de l'autoroute A9 sur l'aire de repos de Tavel Nord, à Tavel dans le Gard en France. L'œuvre, créée en 1993, est le fruit de la collaboration entre la sculptrice Odile Mir, l'astronome Denis Savoie et l'ingénieur Robert Queudot. Elle est un exemple connu de ce qui est parfois et péjorativement appelé l'« art autoroutier ».

## Description
L'œuvre, monumentale, au style contemporain, se présente comme deux pyramides entrecroisées. Le cadran donne l'heure solaire ; une conversion, en fonction du fuseau horaire CET ou CEST, est à effectuer pour obtenir l'heure légale.